# Cleanthony Early
Cleanthony Early, né le 17 avril 1991 dans le Bronx, New York (États-Unis), est un joueur américain de basket-ball. Il évolue aux postes d'ailier.

## Carrière universitaire
En 2012, il rejoint les Shockers de Wichita State en NCAA.

## Carrière professionnelle
Early est choisi en 34e place par les Knicks de New York lors de la draft 2014 de la NBA.
Durant la saison 2014-2015, il joue 39 matches avec 5,4 points par match. Il est assigné à plusieurs reprises chez les Knicks de Westchester en D-League.
Durant la saison 2015-2016, il joue 17 matches pour 1,9 points par match. Il retourne aussi plusieurs fois en D-League. En décembre 2015, Cleanthony Early est blessé par balle à la sortie d'une boîte de striptease qui met un terme à sa saison.
En octobre 2016, il signe un nouveau contrat avec les Knicks mais il est coupé trois jours plus tard. Il s'engage finalement définitivement avec Westchester le 31 octobre 2016 pour la saison 2016-2017.
En décembre 2016, il rejoint les Warriors de Santa Cruz pour le reste de la saison dans un échange à trois avec Westchester et les Legend du Texas.
En septembre 2017, il s'engage avec l'AEK Athènes dans le championnat grec. Son contrat est rompu seulement quelques jours plus tard pour des raisons disciplinaires.
En décembre 2017, les Warriors l'envoie chez les Vipers de Rio Grande Valley avec Elgin Cook contre Winston Shepard et Markus Kennedy. Il y dispute la saison 2017-2018.
En octobre 2018, il s'engage en République dominicaine avec l'équipe des Rebeldes del Enriquillo. Il quitte rapidement le club dominicain pour rejoindre la deuxième division japonaise et le club des Tokyo Hachioji Trains où il dispute 27 matches de la saison 2018-2019 avec une moyenne par match de 29,4 points et 10,5 rebonds.
En août 2019, le club hongrois d'Atomerőmű SE annonce la signature de Cleanthony Early. Il ne fait que la pré-saison avec le club hongrois avant de rejoindre l'Arabie Saoudite et le club d'Al Ahli Djeddah (en) pour la saison 2019-2020.
Au mois d'août 2020, il s'engage pour cinq saisons avec les Sharks d'Antibes.
Alors qu'il était sous contrat jusqu'en 2025, il quitte les Sharks d'Antibes le 5 janvier 2021, soit moins de 6 mois après s'être engagé avec eux.
Début novembre 2021, il s'engage avec les New Taipei CTBC DEA (en) dans le championnat taïwanais. 
Le 4 mai 2022, il s'engage avec les Cape Town Tigers (en) en Afrique du Sud pour aider l'équipe lors des playoffs de fin de saison de la Ligue africaine de basket-ball 2022. Le 23 mai 2022, il inscrit 15 points face à l'US Monastir en quart de finale mais les Tigers sont éliminés.
Durant l'été 2022, il joue 6 matches dans le championnat vénézuélien avec les Gladiadores de Anzoátegui pour des moyennes par match de 15,3 points, 7 rebonds et 1,2 passes décisives. Mi août 2022, il s'engage avec Kazma au Koweït.
Le 25 novembre 2022, il retrouve le championnat taïwanais en s'engageant avec le Taiwan Beer (en). Le 5 janvier 2023, il rompt son contrat.   
Le 21 janvier 2023, il rejoint le championnat libanais et le Dynamo Lebanon Club.  
En mars 2024 , il rejoint le Club sportif La Sagesse.
En janvier 2025 , il signe avec le Club Central Jounieh.

## Clubs successifs
- 2012-2014 :  Shockers de Wichita State (NCAA)
- 2014-2016 :  Knicks de New York (NBA)
  - 2014-2016 :  Knicks de Westchester (D-League)
- 2016 :  Knicks de Westchester (D-League)
- 2016-2017 :  Warriors de Santa Cruz (D-League)
- 2017-2018 :  Vipers de Rio Grande Valley (G-League)
- 2018 :  Rebeldes del Enriquillo
- 2018-2019 :  Tokyo Hachioji Trains (B2. League)
- 2019-2020 :  Al Ahli Jeddah (SPL)
- 2020 :  Sharks d'Antibes (Pro B)
- 2021-2022 :  New Taipei CTBC DEA (SBL)
- 2022 :  Cape Town Tigers (BAL)
- 2022 :  Gladiadores de Anzoátegui (LEB)
- 2022 :  Taiwan Beer (SBL)
- 2023 :  Dynamo Lebanon Club (FLB League)
- 2024 :  Club sportif La Sagesse (FLB League)
- 2025 :  Club Central Jounieh (FLB League)

## Palmarès
- Consensus second team All-American (2014)
- 2× First team All-MVC (2013–2014)
- MVC Newcomer of the Year (2013)
- NCAA All-Final Four team (2013)
- 2× NJCAA Division III Player of the Year (2011–2012)
- 2× NJCAA All-American (2011–2012)

## Statistiques

### Universitaires
Les statistiques de Cleanthony Early en matchs universitaires sont les suivantes :
| Année     | Équipe        | Matches | Titul. | Min./m. | %tir | %3pts | %l-f | rbds/m. | pass/m. | int/m. | ctr/m. | pts/m. |
| --------- | ------------- | ------- | ------ | ------- | ---- | ----- | ---- | ------- | ------- | ------ | ------ | ------ |
| 2012-2013 | Wichita State | 39      | 23     | 25,1    | 45,5 | 31,8  | 79,1 | 5,44    | 0,59    | 0,74   | 0,90   | 13,95  |
| 2013-2014 | Wichita State | 36      | 36     | 27,4    | 48,4 | 37,3  | 84,4 | 5,92    | 0,75    | 0,81   | 0,78   | 16,42  |
| Carrière  | Carrière      | 74      | 58     | 26,1    | 46,4 | 34,2  | 81,7 | 5,65    | 0,68    | 0,77   | 0,84   | 14,92  |

### En club

#### En NBA
Les statistiques de Cleanthony Early en matchs NBA sont les suivantes :
| Année     | Équipe   | Matches | Titul. | Min./m. | %tir | %3pts | %l-f | rbds/m. | pass/m. | int/m. | ctr/m. | pts/m. |
| --------- | -------- | ------- | ------ | ------- | ---- | ----- | ---- | ------- | ------- | ------ | ------ | ------ |
| 2014-2015 | New York | 39      | 7      | 16,6    | 35,5 | 26,2  | 75,0 | 2,5     | 0,9     | 0,6    | 0,3    | 5,4    |
| 2015-2016 | New York | 17      | 2      | 9,1     | 30,0 | 26,7  | 75,0 | 1,5     | 0,4     | 0,1    | 0,2    | 1,8    |
| Carrière  | Carrière | 56      | 9      | 14,3    | 34,6 | 26,3  | 75,0 | 2,2     | 0,8     | 0,5    | 0,3    | 4,3    |

## Records sur une rencontre en NBA
Les records personnels de Cleanthony Early en NBA sont les suivants, :
| Type de statistique        | Saison régulière | Saison régulière        | Saison régulière |
| Type de statistique        | Record           | Adversaire              | Date             |
| -------------------------- | ---------------- | ----------------------- | ---------------- |
| Points                     | 18               | Clippers de Los Angeles | 25 mars 2015     |
| Paniers marqués            | 6                | 2 fois                  | 2 fois           |
| Paniers tentés             | 13               | 2 fois                  | 2 fois           |
| Paniers à 3 points réussis | 3                | @ Nets de Brooklyn      | 7 novembre 2014  |
| Paniers à 3 points tentés  | 6                | 3 fois                  | 3 fois           |
| Lancers francs réussis     | 6                | Clippers de Los Angeles | 25 mars 2015     |
| Lancers francs tentés      | 6                | 3 fois                  | 3 fois           |
| Rebonds offensifs          | 3                | 2 fois                  | 2 fois           |
| Rebonds défensifs          | 6                | @ Nuggets de Denver     | 9 mars 2015      |
| Rebonds totaux             | 7                | @ Nuggets de Denver     | 9 mars 2015      |
| Passes décisives           | 5                | @ Nuggets de Denver     | 9 mars 2015      |
| Interceptions              | 3                | Celtics de Boston       | 27 mars 2015     |
| Contres                    | 2                | 3 fois                  | 3 fois           |
| Balles perdues             | 4                | Clippers de Los Angeles | 25 mars 2015     |
| Minutes jouées             | 32               | @ Nuggets de Denver     | 9 mars 2015      |

- Double-double : 0
- Triple-double : 0

## Palmarès
- Coupe de la Fédération libanaise : 
  - Vainqueur : 2025